# Frankie Drake rejtélyek
A Frankie Drake rejtélyek (eredeti cím: Frankie Drake Mysteries) 2017-ben bemutatott kanadai krimisorozat. A műsor alkotói Carol Hay és Michelle Ricci, a történet pedig egy kanadai női nyomozócsapat kalandjait mutatja be. A címszereplőt Lauren Lee Smith alakítja, mellette még játszik a filmben többek közt Chantel Riley, Rebecca Liddiard és Sharron Matthews is.
A sorozatot Kanadában a CBC mutatta be 2017. november 6-án, Magyarországon az Epic Drama tűzte műsorra 2018. november 5-én.

## Cselekmény
A sorozat az 1920-as évek Torontójában játszódik. Itt nyitja meg nyomozóirodáját Frankie Drake, az első női magánnyomozó, akinek segítségére van társa és barátja, Trudy Clarke is. A páros olyan rejtélyek nyomába ered, amelyekkel a rendőrség nem annyira akar foglalkozni.

## Szereplők
| Szereplő        | Színész          | Magyar hang    |
| --------------- | ---------------- | -------------- |
| Frankie Drake   | Lauren Lee Smith | Németh Kriszta |
| Trudy Clarke    | Chantel Riley    | Dobó Enikő     |
| Mary Shaw       | Rebecca Liddiard | Sodró Eliza    |
| Flo Chakowitz   | Sharron Matthews | Kocsis Mariann |
| Moses Page      | Emmanuel Kabongo | Ágoston Péter  |
| Nora Amory      | Wendy Crewson    |                |
| Mildred Clarke  | Karen Robinson   |                |
| Wendy Quon      | Grace Lynn Kung  |                |
| Bill Peters     | Romaine Waite    |                |
| Grayson nyomozó | Anthony Lemke    |                |
| Tickles Malone  | Richard Walters  |                |

## Epizódok
| Évad | Évad | Részek száma | Részek száma | Eredeti sugárzás     | Eredeti sugárzás   | Eredeti adó | Magyar sugárzás   | Magyar sugárzás    | Magyar adó |
| Évad | Évad | Részek száma | Részek száma | Évadbemutató         | Évadzáró           | Eredeti adó | Évadbemutató      | Évadzáró           | Magyar adó |
| ---- | ---- | ------------ | ------------ | -------------------- | ------------------ | ----------- | ----------------- | ------------------ | ---------- |
|      | 1.   | 11           | 11           | 2017. november 6.    | 2018. február 5.   | CBC         | 2018. november 5. | 2018. november 20. | Epic Drama |
|      | 2.   | 10           | 10           | 2018. szeptember 24. | 2018. november 26. | CBC         | 2019. február 4.  | 2019. február 15.  | Epic Drama |
|      | 3.   | 10           | 10           | 2019. szeptember 16. | 2019. december 2.  | CBC         | 2020. január 7.   | 2020. március 10.  | Epic Drama |
|      | 4.   | 10           | 10           | 2021 január 4.       | 2021. március 8.   | CBC         | 2021. március 23. | 2021. május 25.    | Epic Drama |

### 1. évad (2017–2018)
| Sor. | Év. | Cím                                         | Rendező         | Író                    | Premier                               |
| ---- | --- | ------------------------------------------- | --------------- | ---------------------- | ------------------------------------- |
| 1.   | 1.  | Minden gyöngyök anyja (Mother of Pearl)     | Ruba Nadda      | Michelle Ricci         | 2017. november 6. 2018. november 5.   |
| 2.   | 2.  | Munkásököl, vasököl (Ladies in Red)         | Ruba Nadda      | Cal Coons              | 2017. november 13. 2018. november 6.  |
| 3.   | 3.  | Nyári kicsapongás (Summer in the City)      | Norma Bailey    | Carol Hay              | 2017. november 20. 2018. november 7.  |
| 4.   | 4.  | Makrancos hölgyek (Healing Hands)           | Sudz Sutherland | Andrew Burrows-Trotman | 2017. november 27. 2018. november 8.  |
| 5.   | 5.  | Homályos igazság (Out of Focus)             | Sudz Sutherland | John Callaghan         | 2017. december 4. 2018. november 9.   |
| 6.   | 6.  | Szesztilalom idején (Whisper Sisters)       | Leslie Hope     | Adriana Maggs          | 2017. december 11. 2018. november 13. |
| 7.   | 7.  | Elszakíthatatlan kötelék (Ties That Bind)   | Eleanor Lindo   | Carol Hay              | 2018. január 8. 2018. november 14.    |
| 8.   | 8.  | Égi lovagok (The Pilot)                     | Leslie Hope     | Carol Hay              | 2018. január 15. 2018. november 15.   |
| 9.   | 9.  | Hadisérelmek (Ghosts)                       | Peter Stebbings | Ian Carpenter          | 2018. január 22. 2018. november 16.   |
| 10.  | 10. | Vérvonal (Anastasia)                        | Cal Coons       | Michelle Ricci         | 2018. január 29. 2018. november 19    |
| 11.  | 11. | Ki kém, ki nem kém (Once Burnt Twice Spied) | Peter Stebbings | Michelle Ricci         | 2019. február 5. 2018. november 20.   |

### 2. évad (2018)
| Sor. | Év. | Cím                                                | Rendező         | Író                    | Premier                               |
| ---- | --- | -------------------------------------------------- | --------------- | ---------------------- | ------------------------------------- |
| 12.  | 1.  | Misztikum a múzeumban (The Old Switcheroo)         | Ruba Nadda      | Carol Hay              | 2018. szeptember 24. 2019. február 4. |
| 13.  | 2.  | A parkett ördöge (Last Dance)                      | Ruba Nadda      | James Hurst            | 2018. október 1. 2019. február 5.     |
| 14.  | 3.  | A rádió aranykora (Radio Daze)                     | Cal Coons       | Ruba Nadda             | 2018. október 8. 2019. február 6.     |
| 15.  | 4.  | Határtalan bűn (Emancipation Day)                  | Ruba Nadda      | Andrew Burrows-Trotman | 2018. október 15. 2019. február 7.    |
| 16.  | 5.  | A divatgyilkos (Dressed to Kill)                   | Sudz Sutherland | Jessie Gabe            | 2018. október 22. 2019. február 8.    |
| 17.  | 6.  | Ütős csapat (Extra Innings)                        | Sudz Sutherland | John Callaghan         | 2018. október 29. 2019. február 11.   |
| 18.  | 7.  | Korrupt kopó (50 Shades of Greyson)                | Cal Coons       | Jessie Gabe            | 2018. november 5. 2019. február 12.   |
| 19.  | 8.  | Briliáns csalás (Diamonds are a Gal's Best Friend) | Peter Stebbings | Carol Hay              | 2018. november 12. 2019. február 13.  |
| 20.  | 9.  | Kérjük a téteket (Dealer's Choice)                 | Ruba Nadda      | John Callaghan         | 2018. november 19. 2019. február 14.  |
| 21.  | 10. | Hókusz pókusz (Now You See Her)                    | Ruba Nadda      | James Hurst            | 2018. november 26. 2019. február 15.  |

### 3. évad (2019)
| Sor. | Év. | Cím                                                | Rendező        | Író                                | Premier                               |
| ---- | --- | -------------------------------------------------- | -------------- | ---------------------------------- | ------------------------------------- |
| 22.  | 1.  | Bajtársak békeidőben (No Friends Like Old Friends) | Ruba Nadda     | Carol Hay                          | 2019. szeptember 16. 2020. január 7.  |
| 23.  | 2.  | A nagy pancs (Counterpunch)                        | Mina Shum      | John Callaghan és Keri Ferencz     | 2019. szeptember 23. 2020. január 14. |
| 24.  | 3.  | Testületi tragédia (School Ties, School Lies)      | Ruba Nadda     | Jennifer Kassabian                 | 2019. szeptember 30. 2020. január 21. |
| 25.  | 4.  | A testvériesség jegyében (A Brother in Arms)       | Mina Shum      | Karen Hill és Ley Lukins           | 2019. október 7. 2020. január 28.     |
| 26.  | 5.  | Ne bolygassuk a holtakat (Things Better Left Dead) | Ruba Nadda     | Cal Coons                          | 2019. október 14. 2019. február 4.    |
| 27.  | 6.  | Life on the Line                                   | Stephen Reizes | Keri Ferencz                       | 2019. október 28. 2020. február 11.   |
| 28.  | 7.  | Out on a Limb                                      | Ruba Nadda     | Carol Hay                          | 2019. november 4. 2020. február 18.   |
| 29.  | 8.  | Ward of the Roses                                  | Stephen Reizes | Andrew Burrows-Trotman             | 2019. november 11. 2020. február 25.  |
| 30.  | 9.  | A History of Violins                               | Col Coons      | John Callaghan                     | 2019. november 25. 2020. március 3.   |
| 31.  | 10. | A Sunshine State of Mind                           | Rubba Nadda    | Jennifer Kassabian és Keri Ference | 2019. december 2. 2020. március 10.   |

### 4. évad (2021)
| Sor. | Év. | Cím                                                 | Rendező          | Író                                        | Premier                            |
| ---- | --- | --------------------------------------------------- | ---------------- | ------------------------------------------ | ---------------------------------- |
| 32.  | 1.  | Embervadászat (Scavenger Hunt)                      | Eleanore Lindo   | Mary Pedersen                              | 2021. január 4. 2021. március 23.  |
| 33.  | 2.  | Kitaszított királyfi (Prince in Exile)              | Eleanore Lindo   | Peter Mitchell                             | 2021. január 11. 2021. március 30. |
| 34.  | 3.  | A lányok már csak ilyenek (The Girls Can't Help It) | Gary Harvey      | Mary Pedersen                              | 2021. január 18. 2021. április 6.  |
| 35.  | 4.  | Váratlan támadás (A Most Foiled Assault)            | Gary Harvey      | Jennifer Kassabian                         | 2021. január 25. 2021. április 13. |
| 36.  | 5.  | Szellem a gépben (Ghost in the Machine)             | R.T. Thorne      | Keri Ferencz                               | 2021. február 1. 2021. április 20. |
| 37.  | 6.  | A bűnös fél (The Guilty Party)                      | R.T. Thorne      | Carol Hay                                  | 2021. február 8. 2021. április 27. |
| 38.  | 7.  | Az élet egy kabaré (Life is a Cabaret)              | Bosede Williams  | Keri Ferencz és Sharron Matthews           | 2021. február 15. 2021. május 4.   |
| 39.  | 8.  | Édes otthon (Sweet Justice)                         | Bosede Williams  | Jennifer Kassabian és Robina Lord-Stafford | 2021. február 22. 2021. május 11.  |
| 40.  | 9.  | Tapsvihar (Showstoppers)                            | Peter Stebbings  | Peter Mitchell és Rebecca Liddiard         | 2021. március 1. 2021. május 18.   |
| 41.  | 10. | Családi ügy (A Family Affair)                       | Harvey Crossland | Jennifer Kassabian és Keri Ferencz         | 2021. március 8. 2021. május 25.   |